# Guido Mantega
Guido Mantega (Genoa, 7 april 1949) is een tot Braziliaan genaturaliseerde Italiaan, econoom, socioloog en politicus voor de Arbeiderspartij. Hij was van 27 maart 2006 tot 1 januari 2015 Minister van Financiën van Brazilië, eerst onder Lula da Silva en daarna in het kabinet-Rousseff onder president Dilma Rousseff

## Biografie
Mantega studeerde economie en sociologie aan de Universiteit van São Paulo, waar hij ook een doctoraat behaalde. Momenteel is hij professor aan verschillende universiteiten in São Paulo. Hij wordt gezien als een vertegenwoordiger van de linkervleugel van de Braziliaanse arbeiderspartij en was een van de leiders van de succesvolle presidentscampagne van Lula da Silva in 2003. Bij diens aantreden als president werd Mantega benoemd tot Minister van Begroting en later tot directeur van de Banco Nacional de Desenvolvimento Econômico e Social, de Braziliaanse ontwikkelingsbank. In 2006 keerde hij terug naar de Braziliaanse regering om Antonio Palocci te vervangen, die beschuldigd werd van corruptie en ontslag moest nemen. Mantega staat bekend als een criticus van de financiële politiek van de Verenigde Staten. In 2013 beschuldigde hij Ben Bernanke, de voorzitter van de Federal Reserve, ervan een valutaoorlog te voeren door onder meer de dollar artificieel laag te houden en het gebruikmaken van kwantitatieve versoepeling.
- Bibliothèque nationale de France: cb12460739b (data)
- Gemeinsame Normdatei: 171862457
- International Standard Name Identifier: 0000 0000 2102 5558
- Library of Congress Control Number: n78007733
- Nederlandse Thesaurus van Auteursnamen: 074098764
- Istituto Centrale per il Catalogo Unico: UBOV061492
- Virtual International Authority File: 34554830
- WorldCat: E39PBJpDV4bpRjXbdGvcdDgqcP